# Манько Євген Валентинович
Євген Валентинович Манько (нар. 14 жовтня 1971, Костянтинівка, Донецька область, УРСР) — радянський та український футболіст, нападник та півзахисник, по завершенні кар'єри — футбольний тренер.

## Кар'єра гравця
Народився в місті Костянтинівка, Донецька область. Вихованець місцевої ДЮСШ, перший тренер — В. Ігнатенко. Дорослу футбольну кар'єру розпочав 1990 року в аматорському клубі «Шахтар» (Дзержинськ) з Донецької області. Наступного року перебрався в комунарську «Сталь», яка виступала в Другій нижчій лізі СРСР.
У 1992 році приєднався до складу «Шахтаря». Дебютував у футболці донецького клубу 1 березня 1992 року в переможному (2:1) виїзному поєдинку 1/8 фіналу кубку України проти львівських «Карпат». Євген вийшов на поле на 85-й хвилині, замінивши Сергія Реброва. Учасник першого розіграшу чемпіонату України з футболу серед команд Вищої ліги. В еліті українського футболу дебютував 8 квітня 1992 року в переможному (4:0) виїзному поєдинку 8-о туру підгрупи 1 проти шепетівського «Темпу». Манько вийшов на поле на 75-й хвилині, замінивши Сергія Реброва, а на 89-й хвилині відзначився своїм дебютним голом у Вищій лізі. Загалом у вищому дивізіоні українського чемпіонату у футболці «гірників» зіграв 6 матчів (1 гол). Окрім цього провів 7 поєдинків (2 голи) за донецький «Шахтар-2» у Другій лізі.
Під час зимової перерви сезону 1992/93 років повернувся у «Сталь». Дебютував у футболці алчевського клубу 27 березня 1993 року в програному (0:1) виїзному поєдинку 23-о туру Першої ліги проти мукачевського «Прибориста». Євген вийшов на поле в стартовому складі, а на 59-й хвилині його замінив Ігор Гнезділов. Дебютним голом у футболці «Сталі» відзначився 25 квітня 1993 року на 56-й хвилині переможного (1:0) домашнього поєдинку 29-о туру першої ліги проти сумського «Автомобіліста». Манько вийшов на поле в стартовому складі, а на 78-й хвилині його замінив Ігор Гнезділов. В алчевській команді виступав до завершення першої частини сезону 2004/05 років. За цей час у чемпіонатах України зіграв 432 матчі, в яких відзначився 57-а голами, ще 29 матчів (5 голів) провів у кубку України. У 2001 році провів 1 поєдинок за «Сталь-2» у Другій лізі чемпіонату України. Наприкінці 2004 року завершив кар'єру футболіста.

## Кар'єра тренера
З 2005 по 2014 році працював керівником науково-методичної групи в алчевській «Сталі», а в період з липня 2006 року по червень 2007 року помічником головного тренера «сталеварів».

## Досягнення
«Сталь» (Алчевськ)
- Перша ліга чемпіонату України
  -  Чемпіон (1): 2004/05
  -  Срібний призер (1): 1999/00
  -  Бронзовий призер (1): 1995/96